# Briny Breezes
Briny Breezes és una població dels Estats Units a l'estat de Florida. Segons el cens del 2000 tenia 411 habitants.

## Demografia
Segons el cens del 2000, Briny Breezes tenia 411 habitants, 266 habitatges, i 129 famílies. La densitat de població era de 2.267 habitants per km².
Dels 266 habitatges en un 1,9% hi vivien nens de menys de 18 anys, en un 44,7% hi vivien parelles casades, en un 2,6% dones solteres, i en un 51,5% no eren unitats familiars. En el 48,5% dels habitatges hi vivien persones soles el 34,2% de les quals corresponia a persones de 65 anys o més que vivien soles. El nombre mitjà de persones vivint en cada habitatge era d'1,55 i el nombre mitjà de persones que vivien en cada família era de 2,06.
Per edats la població es repartia de la següent manera: un 1,9% tenia menys de 18 anys, un 1,5% entre 18 i 24, un 4,9% entre 25 i 44, un 25,3% de 45 a 60 i un 66,4% 65 anys o més.
L'edat mediana era de 70 anys. Per cada 100 dones de 18 o més anys hi havia 76 homes.
La renda mediana per habitatge era de 34.583 $ i la renda mediana per família de 55.500 $. Els homes tenien una renda mediana de 31.250 $ mentre que les dones 33.333 $. La renda per capita de la població era de 35.338 $. Entorn de l'1,5% de les famílies i el 6,6% de la població estaven per davall del llindar de pobresa.

## Poblacions properes
El següent diagrama mostra les poblacions més properes.